# Liste der Kulturdenkmäler in Üttfeld
In der Liste der Kulturdenkmäler in Üttfeld sind alle Kulturdenkmäler der rheinland-pfälzischen Ortsgemeinde Üttfeld mit den Ortsteilen Binscheid, Niederüttfeld und Oberüttfeld aufgeführt. Im Ortsteil Huf sind keine Kulturdenkmäler ausgewiesen. Grundlage ist die Denkmalliste des Landes Rheinland-Pfalz (Stand: 27. Juni 2022).

## Einzeldenkmäler
| Bezeichnung                          | Lage                                                               | Baujahr                            | Beschreibung | Bild                                    |
| ------------------------------------ | ------------------------------------------------------------------ | ---------------------------------- | --- | --------------------------------------- |
| Backhaus und Schmiede                | Binscheid, Alte Burgstraße, bei Nr. 1 Lage                         | um 1750                            | Backhaus und Schmiede, spätestens um 1750; mit Ausstattung                                                                                          | Fotos hochladen                         |
| Bildstock                            | Binscheid, Alte Burgstraße, Ecke Mannertalstraße Lage              | 1757                               | Kreuzigungsbildstock, spätbarock, sogenannter Sefferner Typ, angeblich von 1757                                                                     | Fotos hochladen                         |
| Katholische Pfarrkirche St. Nikolaus | Binscheid, Mannertalstraße 3 Lage                                  | 1877/78                            | nachbarocker Saalbau mit Giebeldachreiter, neugotische Motive, 1877/78, Architekt Thüll, Daleiden; mit Ausstattung, byzantinisierende Chorausmalung | Fotos hochladen                         |
| Taufstein und Wegekreuz              | Binscheid, Mannertalstraße, bei Nr. 3 auf dem Kirchenvorplatz Lage |                                    | Taufstein, angeblich romanisch; Schaftkreuz, bezeichnet 1822                                                                                        | weitere Bilder Fotos hochladen          |
| Wohnhaus                             | Niederüttfeld, Hauptstraße 34 Lage                                 | 1736                               | dreiachsiges Wohnhaus, bezeichnet 1736 | Fotos hochladen                         |
| Wegekreuz                            | Niederüttfeld, nordöstlich des Ortes an der L 15 Lage              | 1804                               | unvollständig erhaltenes Schaftkreuz, wohl vom sogenannten Seffernern Typ, bezeichnet 1605 (falsch) und 1804                                        | Fotos hochladen                         |
| Wegekreuz                            | Niederüttfeld, südlich des Ortes an der K 122                      | 1790                               | sogenannter Sefferner Typ, bezeichnet 1790 | Direkt Bild zu diesem Denkmal hochladen |
| Wegekreuz                            | Oberüttfeld, Dorfstraße, Ecke Heisterbergweg Lage                  | zweite Hälfte des 18. Jahrhunderts | unvollständig erhaltenes Schaftkreuz, wohl vom sogenannten Seffernern Typ, zweite Hälfte des 18. Jahrhunderts                                       | Fotos hochladen                         |